# Châu Phú
Chau Phu (en Idioma vietnamita Châu Phú) es un distrito vietnamita de An Giang en el Región Delta del Río Mekong. Hasta el año 2003 la población en el distrito ascendía a 244.305 personas. El área del distrito es de 426 km² y su capital es Cai Dau. Chau Phu se encuentra a 20 km al sur de Long Xuyen y 20 km al norte de Chau Doc, las principales ciudades de la provincia.
Châu Phú se divide en doce comunas: Khánh Hòa, Mỹ Đức, Mỹ Phú, Ô Long Vĩ, Vĩnh Thạnh Trung, Thạnh Mỹ Tây, Bình Long, Đào Hữu Cảnh, Bình Phú, Bình Chánh, Bình Mỹ, thị trấn Cái Dầu.